# 1932년 동계 올림픽 노르딕복합
1932년 동계 올림픽의 노르딕 복합은 1932년 2월 11일에 미국 레이크플래시드에서 경기가 진행되었다. 오늘날 경기와 달리 스키 점프가 마지막으로 치러졌다.

## 결과
| 순위 | 선수                            | 총계   |
| ---- | ------------------------------- | ------ |
| 1    | 요한 그뢰툼스브로텐 (NOR)       | 446.00 |
| 2    | 올레 스테넨 (NOR)               | 436.05 |
| 3    | 한스 빈야렌옌 (NOR)             | 434.60 |
| 4    | 스베레 콜테루드 (NOR)           | 418.70 |
| 5    | 스벤 에릭손 (SWE)               | 402.30 |
| 6    | 안토닌 바르톤 (TCH)             | 397.10 |
| 7    | 브로니슬루프 체흐 (POL)         | 392.00 |
| 8    | 프란티셰크 시무네크 (TCH)       | 375.30 |
| 9    | 롤프 몬센 (USA)                 | 369.30 |
| 10   | 조세틴 노드모에 (CAN)           | 367.56 |
| 11   | 얀 치프카 (TCH)                 | 367.40 |
| 12   | 에르네스토 차르디니 (ITA)       | 362.20 |
| 13   | 야로슬라프 페이스타우에르 (TCH) | 361.30 |
| 14   | 에드워드 블러드 (USA)           | 361.45 |
| 15   | 츠보카와 타케미츠 (JPN)         | 358.90 |
| 16   | 를로이드 엘링손 (USA)           | 354.20 |
| 17   | 인제누이노 달라지오 (ITA)       | 346.00 |
| 18   | 하랄 파움가르텐 (AUT)           | 342.20 |
| 19   | 안드제이 마루사시 (POL)         | 335.10 |
| 20   | 쿠리야가와 헤이고로 (JPN)       | 332.80 |
| 21   | 세베리노 메나르디 (ITA)         | 332.70 |
| 22   | 체사르 히오그 (SUI)             | 321.60 |
| 23   | 프리츠 카우프만 (SUI)           | 320.70 |
| 24   | 호워드 베굴레이 (CAN)           | 318.70 |
| 25   | 존 에릭센 (USA)                 | 316.30 |
| 26   | 프리츠 스토이리 (SUI)           | 315.90 |
| 27   | 스타니슬루프 마루사시 (POL)     | 308.05 |
| 28   | 홀게르 슈엔 (SWE)               | 300.80 |
| 29   | 하랄 보시오 (AUT)               | 298.70 |
| 30   | 아서 그레이벨 (CAN)             | 278.60 |
| 31   | 로스 윌슨 (CAN)                 | 252.80 |
| 32   | 야마다 카쓰미 (JPN)             | 222.20 |
| 33   | 그레고르 횔 (AUT)               | 185.00 |

## 참가 국가
10개국으로부터 온 33명의 선수가 대회에 참가했다.
| - 노르웨이 (4명) - 미국 (4명) - 스웨덴 (2명) - 스위스 (3명) - 오스트리아 (3명) |  | - 이탈리아 (3명) - 일본 (3명) - 체코슬로바키아 (4명) - 캐나다 (4명) - 폴란드 (3명) |

## 메달리스트
| 금                             | 은                     | 동                       |
| 요한 그뢰툼스브로텐 · 노르웨이 | 올레 스테넨 · 노르웨이 | 한스 빈야렌옌 · 노르웨이 |

## 참조
- (영어) IOC 데이터베이스
- (폴란드어) Wudarski, Pawel (1999). “Wyniki Igrzysk Olimpijskich”. 2008년 10월 14일에 원본 문서에서 보존된 문서. 2008년 10월 20일에 확인함.